# 기타닛폰 신문
기타닛폰 신문（일본어: 北日本新聞 きたにっぽんしんぶん[*]）은 도야마현 도야마시에서 발행되는 현급 지방 신문이다.

## 개요
227,356 판 (일본 ABC 협회에 따르면 2019년 1월부터 6월까지의 평균)으로 현의 침투율은 53.86 % (2019년 현재 기준)이며 가장 먼저 발매된다. 현 동부의 비율은 특히 높은 편이며 일본 신문 협회 및 교도 뉴스에 합류했다.
명실상부 도야마 현을 대표하는 언론 기관이며 신문 외에도 "도야마 백과 사전"과 지역 문화 행사 보조금에 관한 많은 간행물이 있다.
예전에는 아침 석간 세트에서 발행되고 있었지만, 2009년 12월 28일을 기준으로 석간 발행을 중단하고 조간 단독 용지로 전환했다. 단면 열의 제목은 "Tenchijin"이고, 이 시리즈에서 4 개의 그림이 있는 만화 시리즈는 "Gon-chan"이다.
그건 그렇고, 이 지역에는 "기타니혼 신문"이라고 말하는 사람들이 많이 있지만 실제로는 "기타닛폰 신문"이 정확한 명칭이다.

## 같이 보기
- 도야마 FM 방송
- 도야마 TV 방송
- 기타니혼 방송
- TV-U 도야마
- 도야마 신문